# Béatrix Beck
Pour les articles homonymes, voir Beck.
Béatrix Beck est une écrivaine française d'origine belge, née le 30 juillet 1914 à Villars-sur-Ollon (Suisse), naturalisée française en 1955, et morte le 30 novembre 2008 à Saint-Clair-sur-Epte.
Elle est notamment lauréate du prix Goncourt en 1952 pour son roman Léon Morin, prêtre puis, en 1979, du prix du Livre Inter avec La Décharge.

## Biographie
Béatrix Beck naît en Suisse, en juillet 1914, au hasard d’un voyage de ses parents qui s’étaient connus à Paris, de Christian Beck, poète belge aux origines lettone et italienne, et d'une mère irlandaise. Elle grandit en France, où elle obtient une licence en droit. Elle devient communiste.
En 1936, elle se marie avec un étudiant juif apatride, Naum Szapiro. Le couple a une fille prénommée Bernadette ; la même année, la mère de Béatrix se suicide. En septembre 1939, Naum devient soldat sous le drapeau français, puis disparaît au début de la guerre vers 1940.
Orpheline, veuve, et mère d'une enfant, Béatrix Beck déniche des petits boulots pour gagner sa vie, dont celui de poser comme modèle dans une école de dessin.
En 1948, elle publie son premier roman, Barny, à la suite duquel André Gide l'engage comme sa dernière secrétaire, lui qui avait connu et publié son père. Gide, qui l'encourage à parler de sa vie (le suicide de sa mère, la guerre, la pauvreté) meurt en 1951. Grâce à Une mort irrégulière (1950), qui revient sur la mort de Naum, et surtout Léon Morin, prêtre (1952), qui décroche le prix Goncourt, elle peut s'acheter un appartement, qui se trouve être dans le même immeuble que celui de Sartre. Après de longs démêlés avec l'administration et avec l'aide de son ami Roger Nimier, elle est naturalisée française le 12 janvier 1955. Suivent encore quelques romans ; elle écrit pour Elle, L'Express et la Revue de Paris,.
En 1960, elle démissionne du jury du prix Femina considérant que le livre primé, La Porte retombée de Louise Bellocq, « est non seulement un mauvais roman, mais un livre antisémitique. »
Elle part pour les États-Unis en 1966, où elle est professeur à l'université de Californie à Berkeley. Elle enseigne aussi au Québec, à l'université Laval et à l'université de Sherbrooke, ainsi qu'en Ontario, à l'université Laurentienne. Ce n'est que de retour en France, en 1977, qu'après dix ans de pause elle se remet à publier des romans, entre autres Noli, sur la vie universitaire au Canada. Sans identifier le froid pays où se situe l'action, Beck parle de son amour impossible pour Jeanne Lapointe, professeur de littérature à l'université Laval, et, toujours en employant des pseudonymes, elle évoque la relation sentimentale tumultueuse que semble entretenir Jeanne Lapointe avec la romancière Anne Hébert. Elle raconte la jalousie et l'amertume que suscite cette situation. Mais c'est avec La Décharge, couronnée du prix du Livre Inter, qu'elle gagne, en 1979, une nouvelle renommée.
En 1997, à 83 ans, Béatrix Beck écrit son dernier roman Plus loin mais où, chef d’œuvre d'humour noir et d'impertinence qui concentre tous les thèmes qui parcourent ses écrits : la marginalité, le refus des conventions, des préjugés et de la morale bourgeoise. Cette même année, le grand prix de littérature de l'Académie française lui est décerné pour l'ensemble de son œuvre.
En 2000, elle dédie son dernier livre, La Petite Italie, à sa fille, Bernadette Szapiro, morte un an plus tôt, en 1999, peintre et auteur de La Première Ligne, un récit consacré à son père Naum Szapiro.
Béatrix Beck passe la fin de sa vie dans une maison de retraite à Saint-Clair-sur-Epte où elle meurt en 2008.

## Postérité
En 2006 et 2009, une adaptation pour le théâtre d'un choix de ses textes par Virginie Lacroix (sous le titre L'Épouvante, l'émerveillement) est montée par la compagnie Hybride avec une scénographie de Sellig Nossam.

## Œuvres
- 1948 : Barny, Gallimard
- 1950 : Une mort irrégulière, Gallimard
- 1952 : Léon Morin, prêtre, Éditions Gallimard, 1952 (lire en ligne), prix Goncourt
- 1953 : Contes à l'enfant né coiffé (recueil de contes), Gallimard
- 1954 : Des accommodements avec le ciel, Gallimard
- 1962 : Préface du Roman de Renart , Gallimard
- 1963 : Le Muet
- 1967 ; Cou coupé court toujours – rééd. 2011, dessins de Mélanie Delattre-Vogt, éditions du Chemin de fer
- 1975 : Mots couverts (poèmes- Verviers) - rééd.2013, in Entre le marteau et l'écume et autres poèmes, éditions du Chemin de fer
- 1977 : L'Épouvante l'émerveillement - rééd. 2010, dessins de Gaël Davrinche, éditions du Chemin de fer
- 1978 : Noli – rééd. 2017, éditions du Chemin de fer
- 1979 : La Décharge, prix du Livre Inter, Le Sagittaire
- 1980 : Devancer la nuit[10]
- 1981 : Josée dite Nancy, suivi de La Mer intérieure
- 1983 : La Grenouille d'encrier
- 1983 : Don Juan des forêts
- 1984 : L'Enfant Chat, prix littéraire de Trente millions d'amis
- 1986 : La Prunelle des yeux
- 1988 : Stella Corfou – rééd. 2016, dessins de Florence Reymond, éditions du Chemin de fer
- 1989 : Une
- 1990 : Grâce
- 1991 : Recensement
- 1993 : Une lilliputienne
- 1994 : Vulgaires Vies
- 1994 : Moi ou autres (nouvelles)
- 1996 : Prénoms (nouvelles)
- 1996 : L'Île dans une bassine d'eau (contes), L'École des Loisirs
- 1997 : Plus loin, mais où, les éditions du Chemin de fer
- 1998 : Confidences de gargouille (recueillies par Valérie Marin La Meslée)
- 1998 : Guidée par le songe (volume de nouvelles rassemblant Recensement, Vulgaire vies, Moi ou autres et Prénoms)
- 2000 : La Petite Italie (nouvelles)
- 2012 : Gide, Sartre et quelques autres, éditions du Chemin de fer.
- 2013 : Entre le marteau et l'écume et autres poèmes, poésies complètes, éditions du Chemin de fer.
- 2014 : La Double Réfraction du spath d'Islande, nouvelles et autres textes inédits et retrouvés, éditions du Chemin de fer.
- 2015 : L'Enfant qui cherchait la petite bête et autres contes inédits et retrouvés, éditions du Chemin de fer.
- 2016 : Bribes, éditions du Chemin de fer.

## Prix
- Prix Goncourt en 1952 pour Léon Morin, prêtre[11]
- Prix Alice-Louis-Barthou de l’Académie française en 1986 pour La Prunelle des yeux
- Prix littéraire Prince-Pierre-de-Monaco pour l'ensemble de son œuvre en 1989.
- Grand prix national des Lettres en 1991.
- Grand prix de littérature de l'Académie française en 1997 pour l'ensemble de son œuvre.
- Grand prix littéraire de France-Wallonie-Bruxelles en 1997.